# ハーモニカ横丁
ハーモニカ横丁（ハーモニカよこちょう）
1. 東京都武蔵野市の吉祥寺駅前にある商店街「ハーモニカ横丁」（通称ハモニカ横丁）。本稿で詳述。
2. 青森県八戸市にある横丁「ハーモニカ横丁」（「ハーモニカ横町」と記載する場合もある。例：）
3. 東京都大田区の京急蒲田駅前にある飲み屋街「ハーモニカ横丁」。[1]
4. 神奈川県横浜市野毛にある都橋商店街（通称「ハーモニカ横丁」）[2]。
5. 兵庫県明石市の明石駅前にある飲食店街「ハーモニカ横丁」[2]。

ハーモニカ横丁（ハモニカよこちょう）は、東京都武蔵野市吉祥寺本町にある商店街である。通称「ハモニカ横丁」。

## 概要
吉祥寺駅北口駅前にあり、混沌とした細い路地の中に、商店、飲食店などが立ち並んでおり、100軒近くの店舗が並んでいる。
ハーモニカ横丁のルーツは、第二次世界大戦後の1940年代後期、荒廃した吉祥寺駅前にできた闇市である。その闇市の名残か、入り組んだ細い路地の中に小ぢんまりとした商店が混沌と立ち並ぶ様が、古き良き昭和の面影を残している。
駅北口から平和通り、ダイヤ街、武蔵通りに面した位置にあり、横丁は東側（JR吉祥寺駅側）から仲見世通り、中央通り、朝日通り、のれん小路、祥和会通り、の5つの通りで構成される。
飲み屋街としても有名であり、夜になると仕事帰りの客らが集い、昼とは違った賑わいを見せる。
ハーモニカ横丁の名前は、武蔵野市に在住していた文芸評論家の亀井勝一郎が、100件ほどの小さな店舗が立ち並ぶ様を「まるでハーモニカの吹き口のようだなあ」と、楽器のハーモニカに例えたことから由来している。
なお、現地に於ける表記は【ハモニカ横丁】と【ハーモニカ横丁】が混在しており、地元ではハモニカの方が通っている。

## 構成
ハーモニカ横丁の店舗数は、全98店舗（2010年現在）。一部の店舗は、ダイヤ街側の位置にあり、混在している場合もある（→吉祥寺ダイヤ街の項も参照）。
仲見世通り
吉祥寺駅側、最も東側に位置する。三千里薬品や、VIC（メディア雑貨）などの物販店舗が立ち並んでいたが、現在(2022年)は飲食店が多くなっている。白地に赤色の丸にハの字の看板が目印。なお夕方から夜にかけて、赤丸の「ハ」の部分が光り、様々な色に変化する。

中央通り
横丁の中側に位置する。主に飲食店を中心に構成。横丁の看板となる食堂「ハモニカキッチン」があることで有名。入口隣に不二家洋菓子店があり、ペコちゃんの等身大人形が立っている。

朝日通り
横丁の中側に位置する。主に飲食店を中心に構成されるが、眼鏡市場（メガネ店）もある。バス通りから一際目立つ黄色の「ハモニカ横丁」の看板が目印。

のれん小路
横丁の中西部に位置する。昼間はほとんど営業している店が少なく、シャッター通りと呼ばれることもある。一転して夜になると飲み客でにぎわう。ダイヤ街とは繋がっていない｡

祥和会通り
横丁のもっとも西側に位置する。焼き小籠包のテイクアウト専門店「上海焼き小籠包」（2010年開店）が入り口に位置し、貴金属店「モルガン宝飾店」、漬物店「清水屋」等の老舗店舗が立ち並び、奥にはメンチカツで有名な「サトウ」（下層階を精肉・惣菜店、2階部分をステーキハウスとして営業）があり、上部分を見下ろすとダイヤ街のDome屋根が見える。

## 特記事項
- 近年は入居している店舗の経営者の高齢化からか、閉店する店舗も増えているが、少数ながら新しい店舗が出店する動きも見られる。
- 吉祥寺駅前の再開発の際に、ハモニカ横丁を解体して跡地に商業施設ビルを建設する話が何度も持ち上がったが、細かく複雑化した地権の整理など、条件が折り合わず、平行線をたどっている模様である。
- 近年、横丁の活性化を狙うため、毎年8月24日を8（ハモ）2（ニカ）4（横丁）にかけて「ハモニカ横丁の日」とし、8月24日前後にイベントが行われている。
- 2006年8月末に一部の下水道と通路の舗装工事を集中的に行い、9月1日にリニューアルオープンした。総工費は600万円[3]。
- 吉祥寺を舞台とした小説、映画、アニメ作品等にもハモニカ横丁がよく登場する。ケン・イシイの『EXTRA』のアニメPV（森本晃司監督）にも、ハーモニカ横丁をモデルとした飲み屋街が登場している。また、2012年に公開された映画『あんてるさんの花』（宝来忠昭監督、出演：小木茂光ほか）でも一部、ハーモニカ横丁でロケが行われた[4]。
- 2011年より毎月第3日曜日、朝7時から10時まで「ハーモニカ朝市」が開かれている[5]。
- 隣接地区のJR三鷹駅前に、2013年、ハモニカ横丁の三鷹支店的存在である商業施設「ハモニカ横丁ミタカ」が開業している。「ハモニカキッチン」をはじめハモニカ横丁にある飲食店などの店舗を手掛けるVIC（ビデオ・インフォメーション・センター）代表取締役の手塚一郎がプロデュースを担当している[2]。
- 武蔵野市の創業・事業承継支援の一環として仲見世通りにある武蔵野市開発公社の敷地を利用した｢チャレンジマルシェ｣が行われている｡

## ギャラリー

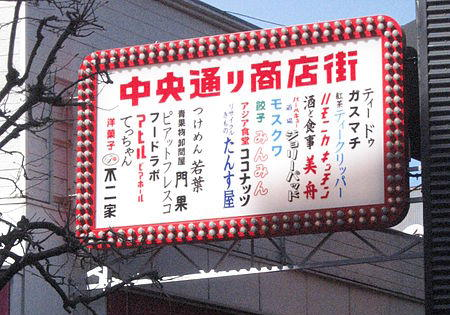
「中央通り商店街」の看板
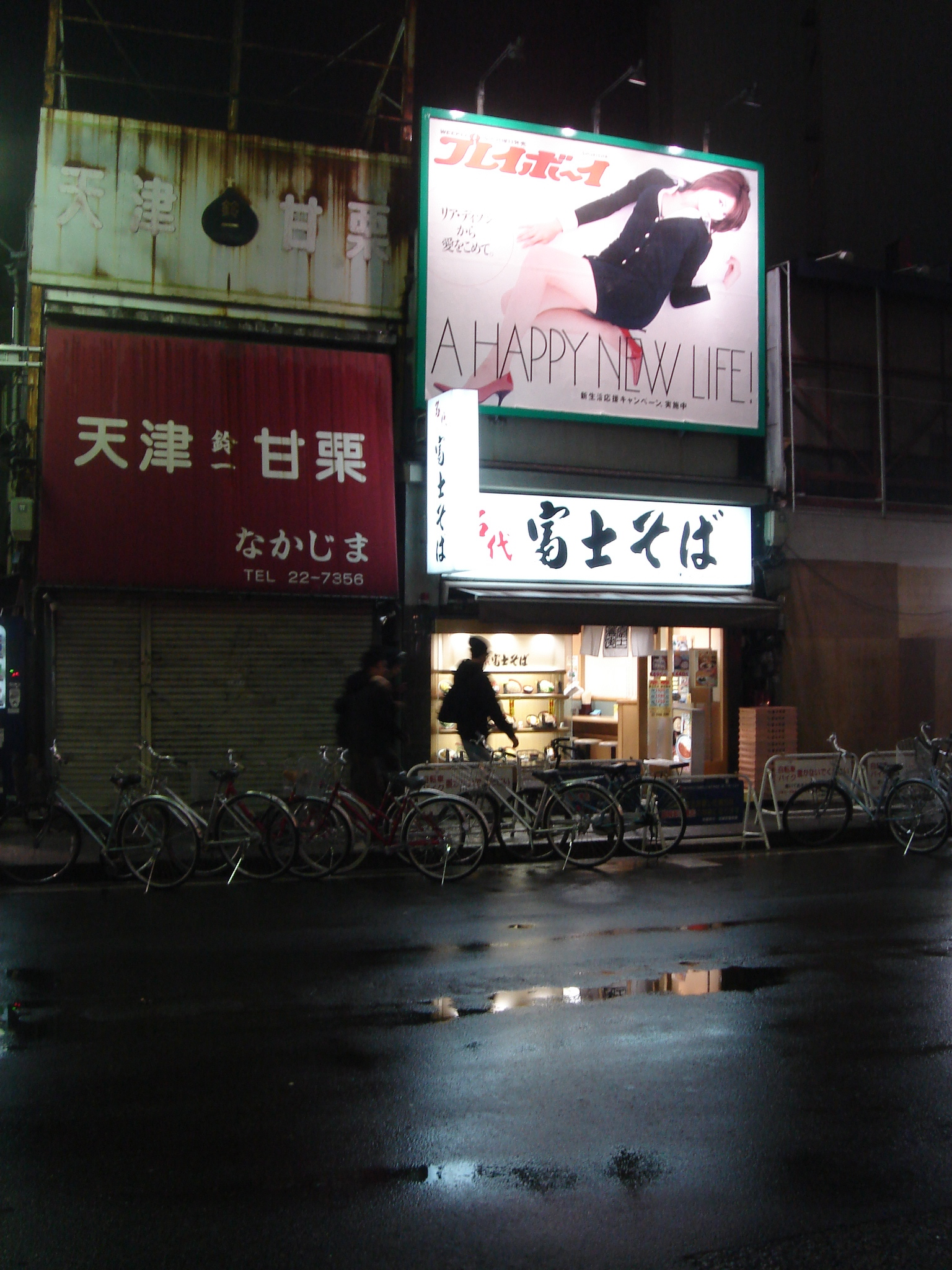
「名代富士そば」
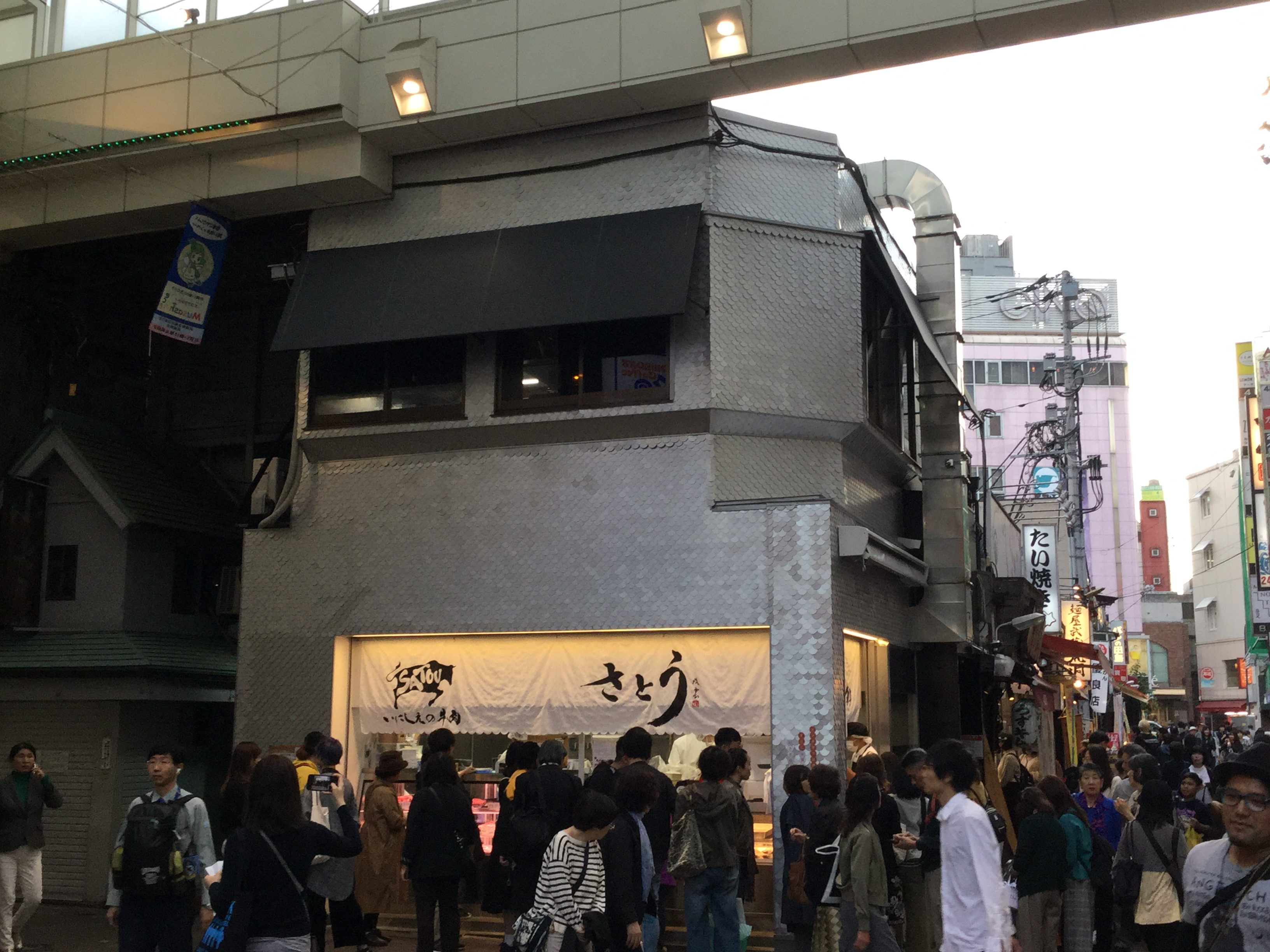
「ミートショップサトウ」
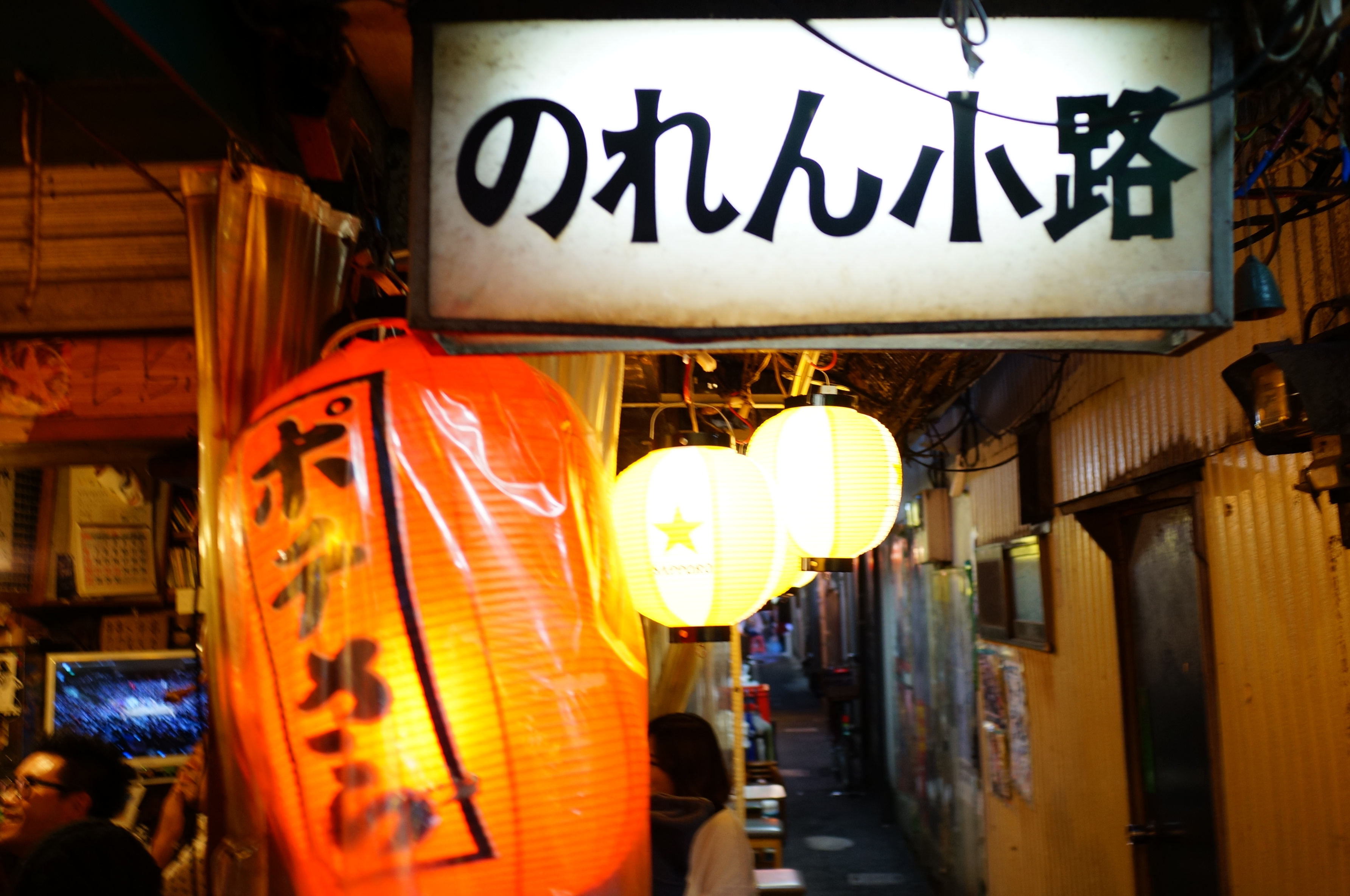
「のれん小路」